# Аркадіо Марія Ларраона
Аркадіо Марія Ларраона Саралегі (ісп. Arcadio María Larraona Saralegui; 12 листопада 1883, Отейса-де-ла-Солана, Іспанія — 7 травня 1973, Рим, Італія) — іспанський куріальний кардинал, кларетинець. Заступник Секретаря Священної Конгрегації у справах чернецтва від 27 листопада 1943 до 11 грудня 1949 року. Секретар Священної Конгрегації у справах чернецтва від 11 грудня 1949 до 14 грудня 1959 року. Великий пенітенціарій від 13 серпня 1961 до 12 лютого 1962 року. Префект Священної Конгрегації обрядів від 12 лютого 1962 до 9 січня 1968 року. Титульний архієпископ Діочезареї ді Ізаура від 5 до 19 квітня 1962 року. Камерленго Священної Колегії кардиналів від 5 березня до 7 травня 1973 року. Кардинал-диякон від 14 грудня 1959, титулярний диякон Санті-Бьяджо-е-Карло-АІ Катінарі від 17 грудня 1959 до 28 квітня 1969 року. Кардинал-протодиякон від 26 червня 1967 до 28 квітня 1969 року. Кардинал-священник з титулом церкви Sacro Cuore di Maria Vergine a Piazza Euclide від 28 квітня 1969 року.
Брав участь у роботі Другого Ватиканського собору.